# Turgot de Durham
Thorgaut ou Torgot (1050-1115) foi um arcediago e Bispo da Arquidiocese de St Andrews. 

## História
Ele nasceu em Lindsey, Lincolnshire, na Inglaterra. Depois que os normandos conquistaram essa região ele foi mantido como prisioneiro, mas conseguiu escapar para a Noruega, onde conheceu o rei Olavo III da Noruega. Em 1074 voltou para a Inglaterra e se tornou um clérigo do mosteiro de Jarrow. Posteriormente se tornou um monge em Wearmouth, e, em 1087, foi promovido a prior do mosteiro de Durham, para então tornar-se arcediago de Durham. Ele se aproximou da corte escocesa, e entre 1007 à 1100 escreveu sobre a vida de Santa Margarida da Escócia, a pedido da sua filha Matilda, esposa do Rei Henrique I da Inglaterra. 
Em 1107, foi eleito Bispo de Saint Andrews pelo rei Malcolm III da Escócia. A consagração foi atrasada por disputas eclesiásticas entre os mosteiros de York e Saint Andrews, e não pôde assumir antes de 1 de agosto de 1109. De acordo com o Simeão de Durham, Torgot não gostou muito de sua colocação e muito menos da demora em pode ser encarregar do cargo, e logo depois resolveu ir para Roma, mas foi impedido pelo rei. Teve que voltar para Durham, onde morreu em 31 de agosto de 1115. 

## Outras leituras
- Dowden, John, The Bishops of Scotland, ed. J. Maitland Thomson, (Glasgow, 1912), pp. 1–3
- Dawson, Christopher, "Religion and the Rise of Western Culture", (Doubleday, 1950), pp. 100
- Veitch, Kenneth, "Replanting Paradise: Alexander I and the Reform of Religious Life in Scotland", in The Innes Review, 52, (Autumn, 2001), pp. 136–166
- A vida de Margarida, rainha da Inglaterra (em inglês)